# Temporada 2004 del Campeonato de Europa de Rally
La temporada 2004 fue la edición 52º del Campeonato de Europa de Rally. Comenzó el 1 de abril en el Rally 1000 Miglia y finalizó el 24 de octubre Rallye d'Antibes - Côte d'Azur. El vencedor fue el piloto francés Simon Jean-Joseph que conseguía así su primer título europeo.

## Calendario
| N.º | Fecha            | Rally                          |
| --- | ---------------- | ------------------------------ |
| 1   | 1-3 abril        | Rally 1000 Miglia              |
| 2   | 28-29 mayo       | Rajd Polski                    |
| 3   | 18-20 junio      | Rally Bulgaria                 |
| 4   | 2-4 julio        | Belgium Ypres Westhoek Rally   |
| 5   | 29-31 julio      | Rali Vinho da Madeira          |
| 6   | 27-29 agosto     | Barum Rally Zlín               |
| 7   | 10-12 septiembre | Fiat Rally                     |
| 8   | 24-26 septiembre | EKO Rally                      |
| 9   | 22-24 octubre    | Rallye d'Antibes - Côte d'Azur |

## Resultados

### Campeonato de Pilotos
| Pos. | Piloto             | MIG | POL | BUL | YPR | MAD | ZLI | FIA | EKO | ACA | Puntos |
| ---- | ------------------ | --- | --- | --- | --- | --- | --- | --- | --- | --- | ------ |
| 1.   | Simon Jean-Joseph  | 5   | 3   | 2   | 2   | 3   | 1   | 1   | 1   | 1   | 72     |
| 2.   | Luca Pedersoli     | 2   | 1   | 1   | 9   | Ret | Ret | Ret |     |     | 28     |
| 3.   | Bruno Thiry        | Ret | 5   | Ret | 7   | 2   | Ret | 3   | 2   | Ret | 28     |
| 4.   | Michal Solowow     | 23  | 7   | 4   |     |     | Ret | 8   | Ret | 3   | 14     |
| 5.   | Miroslav Jandík    | 17  | Ret | 8   | Ret |     | 3   |     | 5   |     | 11     |
| 6.   | Giandomenico Basso | 1   |     |     |     |     |     |     |     |     | 10     |
| 6.   | Larry Cols         |     |     |     | 1   |     |     |     |     |     | 10     |
| 6.   | Vítor Sá           |     |     |     |     | 1   |     |     |     |     | 10     |
| 11.  | Josef Peták        |     |     |     |     |     | 2   |     |     |     | 8      |
| 11.  | Dominique de Meyer |     |     |     |     |     |     |     |     | 2   | 8      |
| 11.  | Mark Higgins       |     |     |     |     |     |     | 2   |     |     | 8      |
| 11.  | Leszek Kuzaj       |     | 2   |     |     |     | Ret |     |     |     | 8      |